# Socialchauvinism
Socialchauvinism, begrepp myntat av Lenin under första världskriget som benämning på socialdemokratin som chauvinistisk, d.v.s. att socialdemokraterna under kriget i första hand såg till den egna nationens intressen och övergav arbetarklassens och socialismens internationalism.